# Ingeborg-Bachmann-Preis 2010
Der Ingeborg-Bachmann-Preis 2010 war der 34. Wettbewerb um den Literaturpreis im Rahmen der Tage der deutschsprachigen Literatur. Die Veranstaltung fand vom 24. bis 27. Juni 2010 im Klagenfurter ORF-Theater des Landesstudios Kärnten statt und wurde von Clarissa Stadler moderiert.
Im Rahmen des Projektes „Bachmann-Preis goes Europe“ wurden die Wettbewerbstexte erstmals in sieben Fremdsprachen übersetzt.
Am ersten Lesetag wurde mit der Pflanzung einer Rotbuche im Park des Landesstudios ein „Bachmann-Hain“ nach dem Vorbild der Torquato-Tasso-Eiche in Rom begonnen.

## Autoren

### Erster Lesetag
- Sabrina Janesch: „Katzenberge“, vorgeschlagen von Alain Claude Sulzer
- Volker H. Altwasser: „Letzte Fischer“, vorgeschlagen von Meike Feßmann
- Christopher Kloeble: „Ein versteckter Mensch“ (Romanauszug), vorgeschlagen von Alain Claude Sulzer
- Daniel Mezger: „Bleib am Leben“ (Auszug aus „Land spielen“), vorgeschlagen von Burkhard Spinnen
- Dorothee Elmiger: „Einladung an die Waghalsigen“ (Auszug), vorgeschlagen von Paul Jandl

### Zweiter Lesetag
- Thomas Ballhausen: „Cave canem“, vorgeschlagen von Karin Fleischanderl
- Max Scharnigg: „Die Besteigung der Eigernordwand unter einer Treppe“, vorgeschlagen von Hubert Winkels
- Aleks Scholz: „Google Earth“, vorgeschlagen von Hubert Winkels
- Judith Zander: „Dinge, die wir heute sagten“ (Romanauszug), vorgeschlagen von Hildegard Elisabeth Keller
- Josef Kleindienst: „Ausflug“, vorgeschlagen von Karin Fleischanderl

### Dritter Lesetag
- Peter Wawerzinek: „Ich finde dich/Rabenliebe“, vorgeschlagen von Meike Feßmann
- Iris Schmidt: „Schnee“, vorgeschlagen von Hildegard Elisabeth Keller
- Christian Fries: „Hutmacher, privat“ (Romanauszug aus „Der Reich'sche Ansatz“)
- Verena Roßbacher: „schlachten. Ein Alphabet der Indizien.“ (Romanauszug)

## Juroren

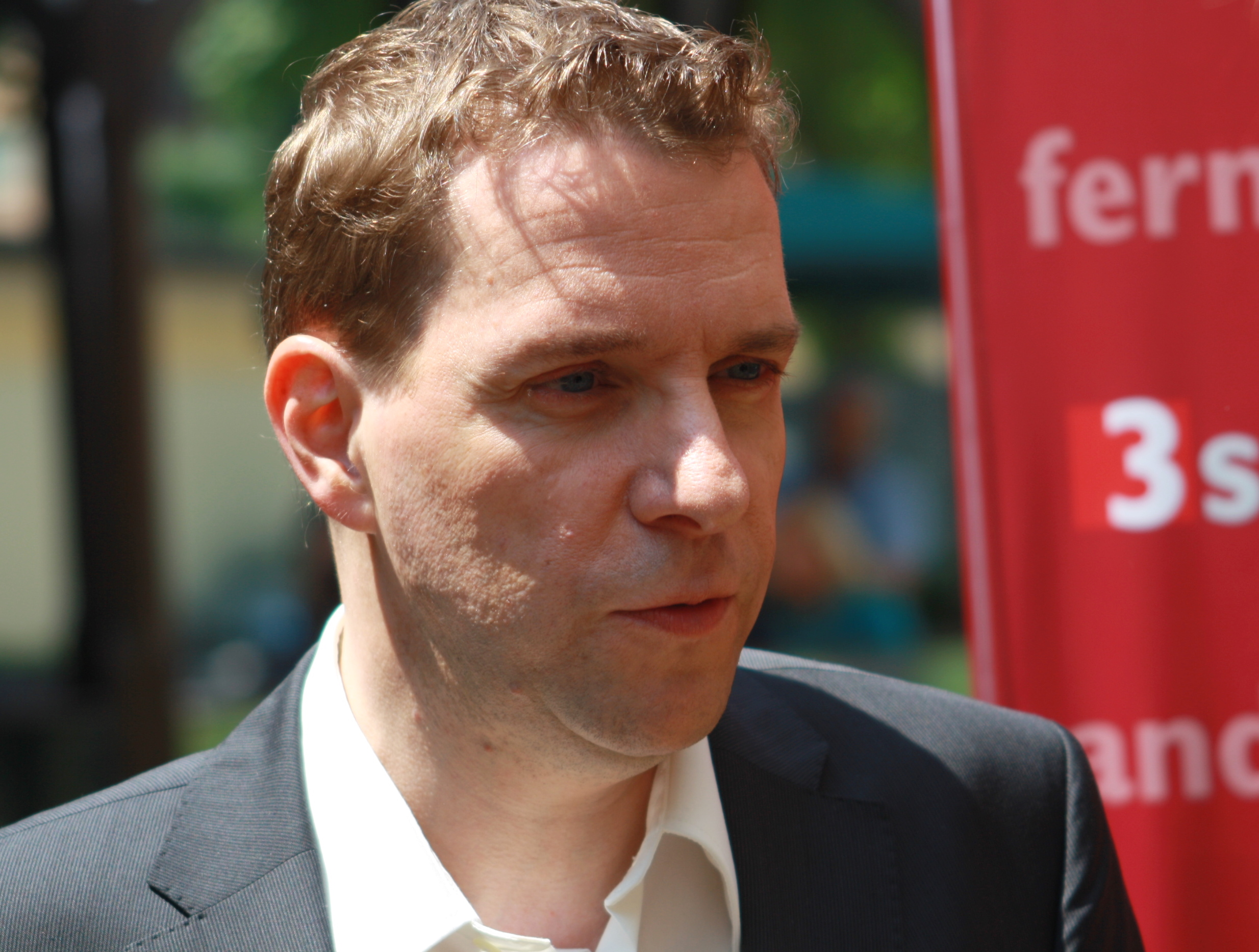
Juror Paul Jandl in Klagenfurt

- Meike Feßmann
- Karin Fleischanderl
- Paul Jandl
- Hildegard Elisabeth Keller
- Burkhard Spinnen (Juryvorsitz)
- Alain Claude Sulzer
- Hubert Winkels

## Preisträger

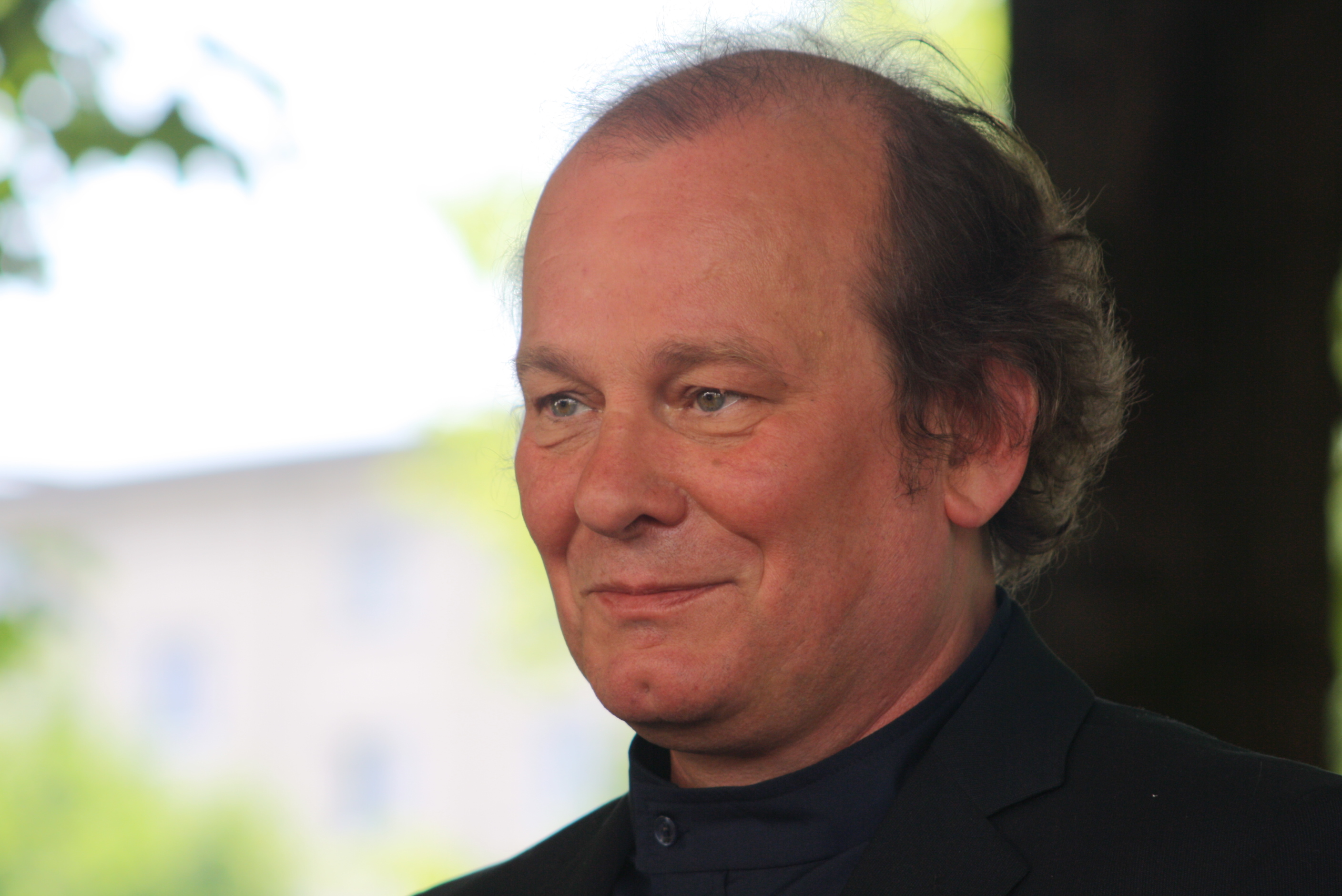
Peter Wawerzinek in Klagenfurt

- Ingeborg-Bachmann-Preis (dotiert mit 25.000 Euro): Peter Wawerzinek
- Kelag-Preis (dotiert mit 10.000 Euro): Dorothee Elmiger
- 3sat-Preis (7.500 Euro): Judith Zander
- Ernst-Willner-Preis (7.000 Euro): Aleks Scholz
- Hypo-Group-Publikumspreis (dotiert mit 7.000 Euro): Peter Wawerzinek